# Rihard Blagaj
Grof Rihard Ursini Blagay, slovenski botanik in mecen umetnosti, * 17. avgust 1786, † 14. marec 1858, Polhov Gradec.
Rihard grof Blagaj iz plemiške rodbine Ursini - Blagaj je v Polhograjski graščini, kamor se je priženil s poroko z baronico Antonijo Polhograjsko leta 1808, prirejal številna kulturna zborovanja slovenskih prosvetljencev. Kot eden prvih županov ljubljanskega okraja je posloval v slovenščini. Poleg tega se je ukvarjal tudi z botaniko. Za slovenskega naravoslovca Henrika Freyerja je zbiral slovenske rastlinske vrste, le ta pa je po njem poimenoval novo odkrito vrsto domačega volčina Blagajev volčin (Daphne Blagayana), ki jo je odkril leta 1837 v okolici Polhovega Gradca.